# Knut Lindeberg
Knut Mauritz Lindeberg, född den 24 juni 1848 i Stockholm, död där den 8 september 1914, var en svensk matematiker och ämbetsman.
Lindeberg blev filosofie doktor vid Uppsala universitet 1875, docent i matematik 1876 och kansliråd och byråchef i Finansdepartementets kontroll- och justeringsbyrå 1890. Åren 1908–1909 var han överdirektör för Kontroll- och justeringsstyrelsen och från 1910 för  Kontrollstyrelsen. Lindeberg utgav även matematiska avhandlingar och en lärobok i fysik samt var medlem av åtskilliga kommittéer. Från 1892 var han ledamot av Lantbruksakademien.